# Janez Beravs
Janez Beravs, slovenski inženir kemije in  gospodarstvenik, * 27. julij 1923, Ladja, Medvode, † 30. september 1996, Kranj.

## Življenje in delo
Rodil se je 27. julija 1923 očetu Janezu (1897–1976) in materi Marijani (1894–1975). Njegov brat je bil Marjan Beravs, kemijski tehnik in pomočnik šefa kontrole v podjetu Sava v Kranju.
Po diplomi iz kemije 1955 na ljubljanski Fakulteti za rudarstvo, metalurgijo in kemijsko tehnologijo je bil med drugim generalni direktor tovarne gumijastih izdelkov Sava v Kranju (1963–1975), generalni direktor Polikema (1975–1979) in predsednik poslovodnega odbora Ljubljanske banke temeljne banke Gorenjske (1979–1983). Pod njegovim vodstvom je Kranjska Sava postala vodilna gumarska industrija v 
Socialistični federativni republiki Jugoslaviji. Za vsestransko organizacijsko in strokovno delo je 1974 prejel Kraigherjevo nagrado. Njegov bratranec je tekstilni tehnolog Franc Beravs.